# سونی مالوا
سونی مالوا (به انگلیسی: Seoni Malwa) یک منطقهٔ مسکونی در هند است که در بخش هوشنگ‌آباد واقع شده‌است. سونی مالوا ۸۶٬۱۹۵ نفر جمعیت دارد.